# 그랑드코모르낮도마뱀붙이
그랜드 코모로 데이 게코(Grand Comoro Day Gecko)라 불리는 그랑드코모르낮도마뱀붙이(Phelsuma v-nigra comoraegrandensis)는 주행성을 띄는 도마뱀붙이류의 아종이다. 그랑드코모르섬에 분포하며 보통 나무, 덤불에서 살아가고 곤충, 꽃꿀을 먹는다.

## 형태
이 도마뱀은 꼬리까지 최대 10 cm에 달하여 제일 작은 낮도마뱀붙이류에 속한다. 몸은 밝은 녹색을 띄며, 푸른끼가 돌기도 한다. 주둥이에는 붉은 V자 줄무늬, 눈 사이에는 두 개의 붉은 줄무늬가 있다. 등에는 보통 작은 적갈색 점들이 많이 돋아나있으며, 등가운데에서 뭉쳐서 희미한 줄무늬를 이루기도 한다. 옆구리는 회색이고 배는 황백색이다. 목덜미에도 V자 무늬가 있다. 이 녀석은 다른 낮도마뱀붙이류처럼 눈꺼풀이 없다.

## 분포
이 종은 오직 코모로 제도의 그랑드코모르섬에만 분포한다.
그랑드코모르낮은 축축한 숲, 야자나무, 인류 거주지에 서식한다.

## 습성
이 낮도마뱀붙이류는 다양한 곤충 따위의 무척추동물을 잡아먹는다. 부드럽고 달달한 과육, 꽃가루, 꽃꿀도 먹는다.
알은 온도가 28°C 일 때 45 일 후에 부화한다. 신생아는 꼬리까지 35 mm 에 이른다.

## 사육
이 녀석들은 식물이 무성한 중형 테라리움 안에서 쌍으로 키워야 한다. 온도는 낮에는 28 - 30 °C, 밤에는 24 - 26 °C를 유지한다. 사육 시에는 귀뚜라미, 시판 과일 사료, 벌집나방(:en:wax moth) 애벌레, 초파리, 밀웜, 집파리를 먹일 수 있다.